# Пећник
Пећник (раније Видиковац) је насељено мјесто у општини Вукосавље, Република Српска, БиХ. На попису становништва 2013. године, према подацима Агенције за статистику Босне и Херцеговине пописано  је 163 становника.

## Историја
Насеље се на попису становништва 1991. налазило у саставу општине Модрича.

## Становништво
Према попису становништва из 1991. године, мјесто је имало 1.487 становника.
| Демографија | Демографија | Демографија |
| Година      | Становника  | Становника  |
| ----------- | ----------- | ----------- |
| 1948.       | 1.347       |             |
| 1953.       | 1.310       |             |
| 1961.       | 1.552       |             |
| 1971.       | 1.739       |             |
| 1981.       | 1.774       |             |
| 1991.       | 1.468       |             |
| 2013.       | 163         |             |